# Baidu Tieba
Baidu Tieba (chinês: 百度贴吧, pinyin: bǎidù tiēbā, lit. ‘Baidu Postbar’) é a maior plataforma de comunicação chinesa, fornecidos pelo serviço de busca Baidu. É uma comunidade online ligada firmemente com pesquisa na internet, um dos principais negócios da Baidu. As funções do site por ter usuários procurar ou criar um tópico (fórum), digitando uma palavra-chave, e se o tópico não tiver sido criado antes, ele é criado, em seguida, após a pesquisa.

## Introdução
A partir de 2010, há mais de 2 milhões tópicos, na sua maioria criados por fãs, que cobrem popular estrelas, filmes, quadrinhos ou Livros. Quase 3 milhões de posts foram publicados nesses tópicos. De acordo com Alexa Internet, o tráfego de Baidu PostBar tomou mais de 10% do tráfego total do Baidu.
Cada tópico pode ter até três mestres (moderadores), dez vice-masters e dez vídeo-mestres (principalmente para gerenciar os vídeos enviados).

## Características
Baidu Tieba é um lugar que as pessoas podem mostrar suas idéias, como um grande fórum. Com ele, as pessoas expressam o que pensam sobre um tópico específico. Em um grupo há numerosos pequenos grupos e cada grupo tem sua própria palavras chave que é o comum interesse, da base de usuários. Além disso, as pessoas podem discutir no Baidu PostBar sem criar um Conta. Por exemplo, o tópico de um grupo poderia ser sobre um romance. Nele, os administradores do Tópico teriam postagens sobre romance obviamente.

## Baidu Links
1. http://bbs.baidu.com/
2. http://tieba.baidu.com/
3. http://post.baidu.com/